# Dr. Lippmanns Saubere Söhne
 Dr. Lippmanns Saubere Söhne war eine Rockband aus Berlin.

## Geschichte
Bereits um 1976 waren Werner Lippmann (Keyboard und Gesang + Kompositionen bei Skyhook), Heinz Preibsch (Saxophon und Gesang bei der Band "GAS") und Ronald Kuch † 4. July 2025 (Gitarre, Kompositionen bei GAS, SkyHook, Dr. Lippmanns Saubere Söhne) musikalisch aktiv. Von "GAS" existiert eine LP, von Skyhook eine LP und diverse Singles aus dieser Zeit. Skyhook konnte auch auf nationaler Ebene einige Erfolge auf Festivals und Tourneen vorweisen; In Berlin selbst blieben sie aber wegen ihrer kritischen Haltung zur offiziellen Kulturförderung bei den Offiziellen immer in der 2. Garde, während ihre ironischen Aktionen wie Die Nacht der Nieten als Antwort auf die Kulturförderung große Medienresonanz einbrachte.
Die Band GAS bestand aus Heinz Oskar Preibsch (Gesang, Sax), Frank Luchs (Keyboards, Voc.), Ronald Kuch (Gitarre), Manfred Schultzke (Bass, Voc.), Detlef Ochs (Schlagzeug) und Andy Route (Live Mixer)
Ende der 1980er beschlossen sie, Rockmusik nur noch als Hobby weiterzumachen und auf Auftritte als Berufsjugendliche zu verzichten. Werner Lippmann promovierte und arbeitete als Musiklehrer, Heinz Preibsch widmete sich der Porzellanmalerei und dem Bühnenbild. Ronald Kuch spielte weiter in diversen Bands, zuletzt bis 2024 bei den Crocodile Pilots. Sie richteten sich ein Studio ein, schrieben Hörspiele und komponierten weiter. Von dieser Phase kündet die CD Mitten im Bezirk sowie das Hörspiel Im Osten geht die Sonne auf – uraufgeführt 1998. Hier firmierten sie als Dr. Lippmanns Saubere Söhne. 2001 schrieben sie das Musical Die Kinder der Bounty und brachten es zur Aufführung im Friedrichstadtpalast Berlin. Es wurde wegen des großen Erfolges auch 2002 wieder aufgenommen. Die CD Die Kinder der Bounty wurde bei migusto vertrieben.
Aktuelle Planungen/Arbeiten der beiden Musiker sind nicht bekannt.

## Diskografie
- LP: Gas (1982, View Records/Good Noise VGSN 2011))
- LP: Skyhook
- Single: Red Head Billie
- MC: Im Osten geht die Sonne auf (Hörspiel)
- CD: Mitten Im Bezirk
- CD: Die Kinder der Bounty (Revue)